# Beleg van Luxemburg (1794-1795)

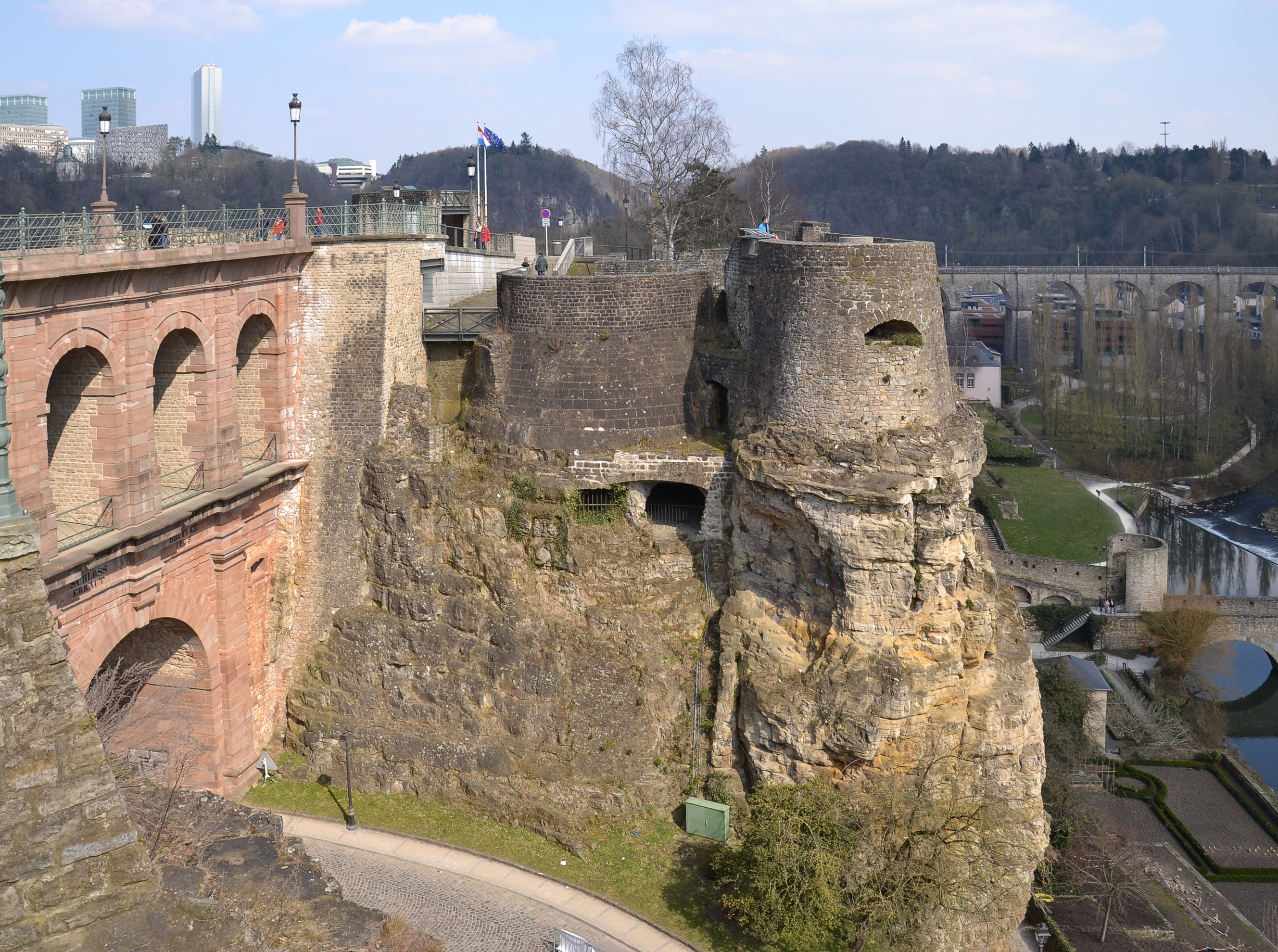
Een deel van de Luxemburgse vestingwerken

Het Beleg van Luxemburg was een belegering van de stad Luxemburg door Franse revolutionaire troepen van 22 november 1794 tot 7 juni 1795, tijdens de Eerste Coalitieoorlog. De Vesting Luxemburg stond destijds bekend als schier onneembaar. De zeven maanden durende belegering eindigde met de Luxemburgse capitulatie op 7 juni 1795. Het garnizoen wist zo lang stand te houden tegen de Fransen dat Lazare Carnot de stad Luxemburg "de beste vesting ter wereld, na Gibraltar" noemde. Zo kreeg Luxemburg de bijnaam "het Gibraltar van het noorden".
Luxemburg was destijds een deel van de Oostenrijkse Nederlanden. De Fransen hadden in 1794 het Oostenrijks-Nederlandse leger naar het oosten teruggedrongen. De gehele linkeroever van de Rijn, met uitzondering van de steden Luxemburg en Mainz, was nu in handen van de Fransen. Zowel Luxemburg als Mainz kwamen vervolgens onder belegering door de Fransen.
De Fransen wisten niet door de vestingmuren van Luxemburg heen te breken en de belegering sleepte zich voort. Eind maart 1795 besloot de Franse bevelhebber, generaal Jacques Maurice Hatry, de Luxemburgers tot overgave te dwingen door een artilleriebatterij te installeren op een heuvel van waaruit de stad onder vuur genomen kon worden. De Oostenrijkse bevelhebber van het Luxemburgse garnizoen, veldmaarschalk Blasius Columban von Bender, besloot daarop tot een algehele uitbraak van het garnizoen in de nacht van 15 op 16 mei, maar moest zich weer met zware verliezen terugtrekken.
Het uitgehongerde Oostenrijkse garnizoen, gereduceerd tot ruim 12.000 man, capituleerde op 7 juni 1795.

## Nasleep
Op 1 oktober 1795 werden de Oostenrijkse Nederlanden, waaronder het hertogdom Luxemburg, geannexeerd door Frankrijk. Luxemburg werd de hoofdstad van het nieuw gecreëerde Franse Woudendepartement (Forêts). De Franse inlijving werd bevestigd door de Vrede van Campo Formio in 1797.
In 1798, tijdens de Boerenkrijg, een opstand tegen de Fransen in de Zuidelijke Nederlanden, brak ook in Luxemburg een kortdurende opstand uit, de Klöppelkrieg of Klëppelkrieg.
In 1815 ging het Groothertogdom Luxemburg de facto op in het Verenigd Koninkrijk der Nederlanden (omdat koning Willem I ook groothertog van Luxemburg werd).